# شاشيكالا سيريواردين
شاشيكالا ديدونو سيريواردين ولد في 14 فبراير 1985 في مدينة كولومبو ، سريلانكا هي لاعبة كريكيت سريلانكية سابقة قادت فريق الكريكيت النسائي السريلانكي. إنها لاعبة الكريكيت الوحيدة التي حصلت على 100 ويكيت في لسريلانكا، وبالتالي فهي الأنثى السريلانكية الوحيدة التي تجمع بين هذا مع أكثر من 1000 نقطة. وهي أيضًا الرائدة في مجال أخذ الويكيت على الإطلاق لسريلانكا في WT20I مع 77 فروة رأس. لعبت لسريلانكا دوليًا من 2003 إلى 2020 في مسيرة امتدت لحوالي 17 عامًا.